# Marco Mancebo
Marco Leonardo Mancebo Clavero (Mercedes, 2 maggio 2001) è un calciatore uruguaiano, difensore del Boston River.

## Caratteristiche tecniche
Gioca come difensore centrale.

## Carriera
Mancebo è cresciuto nel settore giovanile del Defensor Sporting, che ha lasciato nel 2020 per unirsi al Boston River. Ha debuttato in prima squadra il 26 settembre 2021 nell'incontro di Primera División perso 5-2 contro il Peñarol ed il 25 febbraio 2022 ha segnato il suo primo gol nel successo per 3-0 sul Cerro Largo.

## Statistiche

### Presenze e reti nei club
Statistiche aggiornate al 30 aprile 2024.
| Stagione        | Squadra         | Campionato      | Campionato | Campionato | Coppe nazionali | Coppe nazionali | Coppe nazionali | Coppe continentali | Coppe continentali | Coppe continentali | Altre coppe | Altre coppe | Altre coppe | Totale | Totale | Totale |
| Stagione        | Squadra         | Comp            | Pres       | Reti       | Comp            | Pres            | Reti            | Comp               | Pres               | Reti               | Comp        | Pres        | Reti        | Pres   | Reti   |        |
| --------------- | --------------- | --------------- | ---------- | ---------- | --------------- | --------------- | --------------- | ------------------ | ------------------ | ------------------ | ----------- | ----------- | ----------- | ------ | ------ | ------ |
| 2021            | Boston River    | PD              | 2          | 0          |                 | -               | -               |                    | -                  | -                  |             | -           | -           | 2      | 0      |        |
| 2022            | Boston River    | PD              | 26         | 3          | CU              | 1               | 0               |                    | -                  | -                  |             | -           | -           | 27     | 3      |        |
| 2023            | Boston River    | PD              | 3          | 1          | CU              | 0               | 0               | CL                 | 3                  | 0                  |             | -           | -           | 6      | 1      |        |
| 2024            | Boston River    | PD              | 2          | 0          | CU              | 0               | 0               |                    | -                  | -                  |             | -           | -           | 2      | 0      |        |
| Totale carriera | Totale carriera | Totale carriera | 33         | 4          |                 | 1               | 0               |                    | 3                  | 0                  |             | -           | -           | 37     | 4      |        |